# Bačne
Bačne este o localitate din comuna Gorenja vas - Poljane, Slovenia, cu o populație de 12 locuitori.